# Moskvakanalen

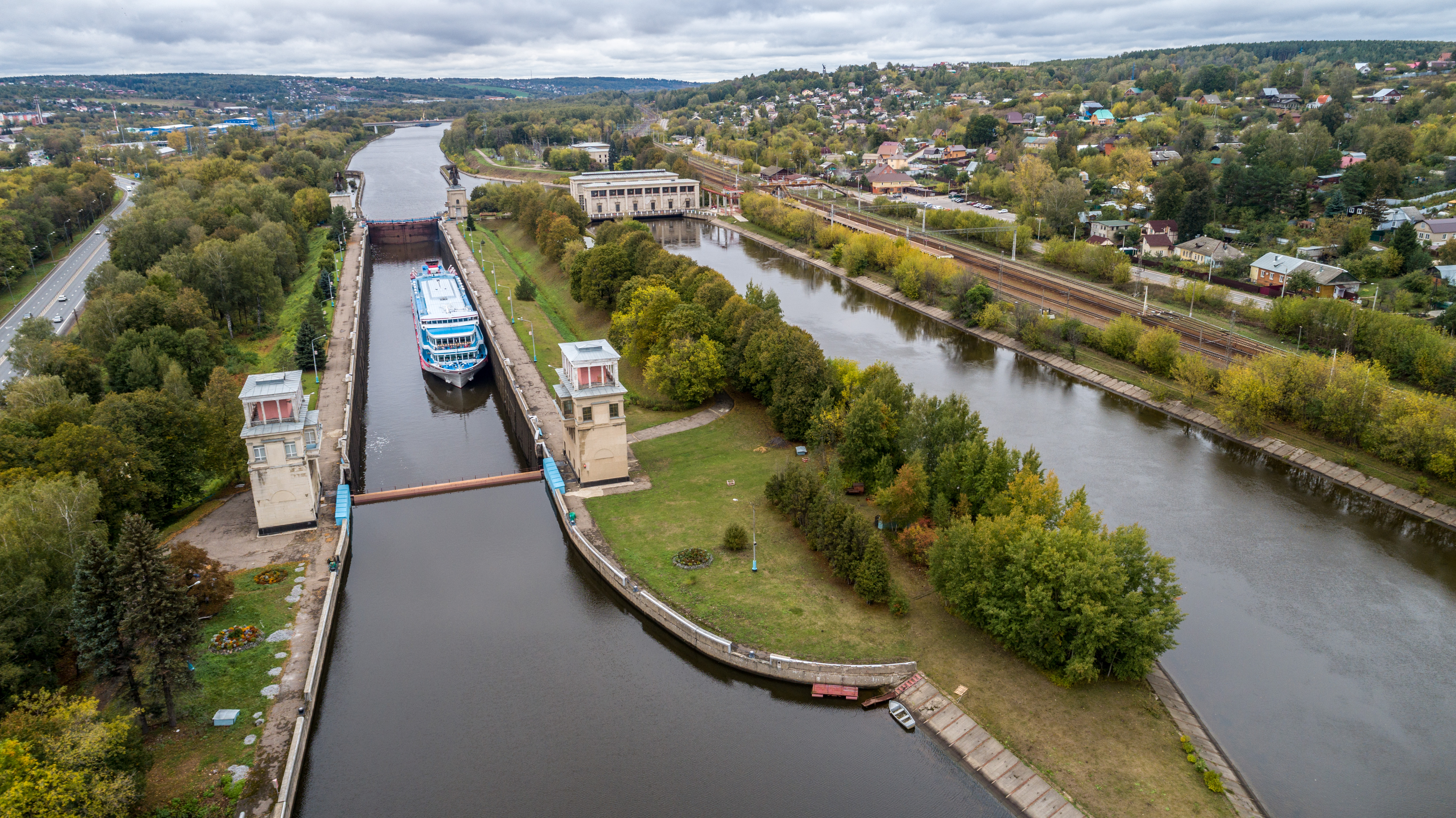
Moskvakanalen. Sluss nr 3 vid Jachroma, ca 55 km norr om Moskva.

Moskvakanalen är en rysk kanal som binder samman floden Volga vid Dubna i norr med Moskvafloden vid Moskva i söder. Kanalen är 128 km lång, har en höjdskillnad på 38 m och har åtta slussar. Den byggdes 1932-1937 för att säkra vattenförsörjningen till Moskva, förse staden med elektricitet från vattenkraftverk samt för att utgöra en transportled. 

Arbetskraften utgjordes främst av straffångar från fånglägret Dmitlag som inrättades vid staden Dmitrov mittemellan Dubna och Moskva. Vid bygget dog mer än 22 000 människor av umbäranden vid bygget, cirka tio procent av arbetsstyrkan.

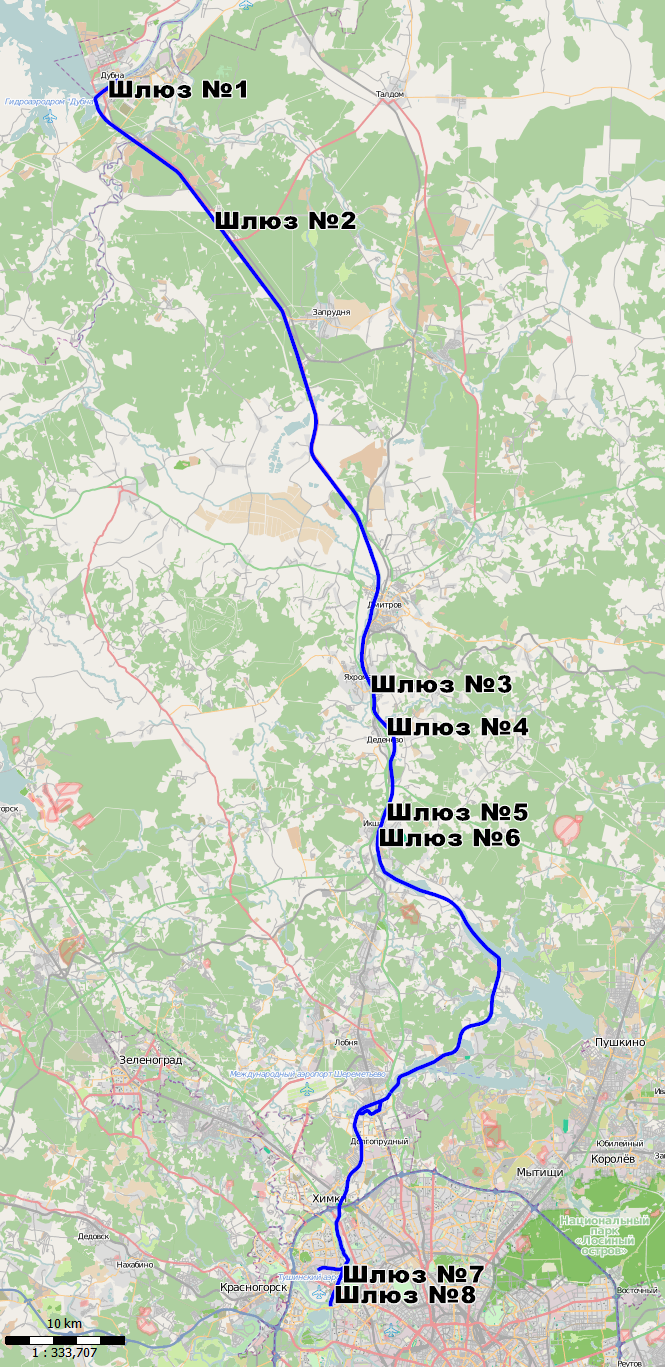
Moskvakanalen med åtta slussar från Dubna i norr till Moskva i söder.
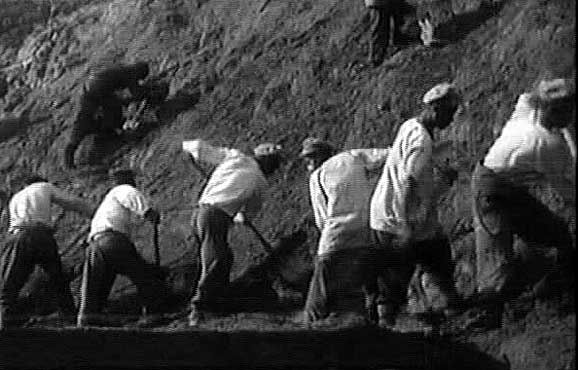
Arbetare vid kanalbygget 1932-1937.
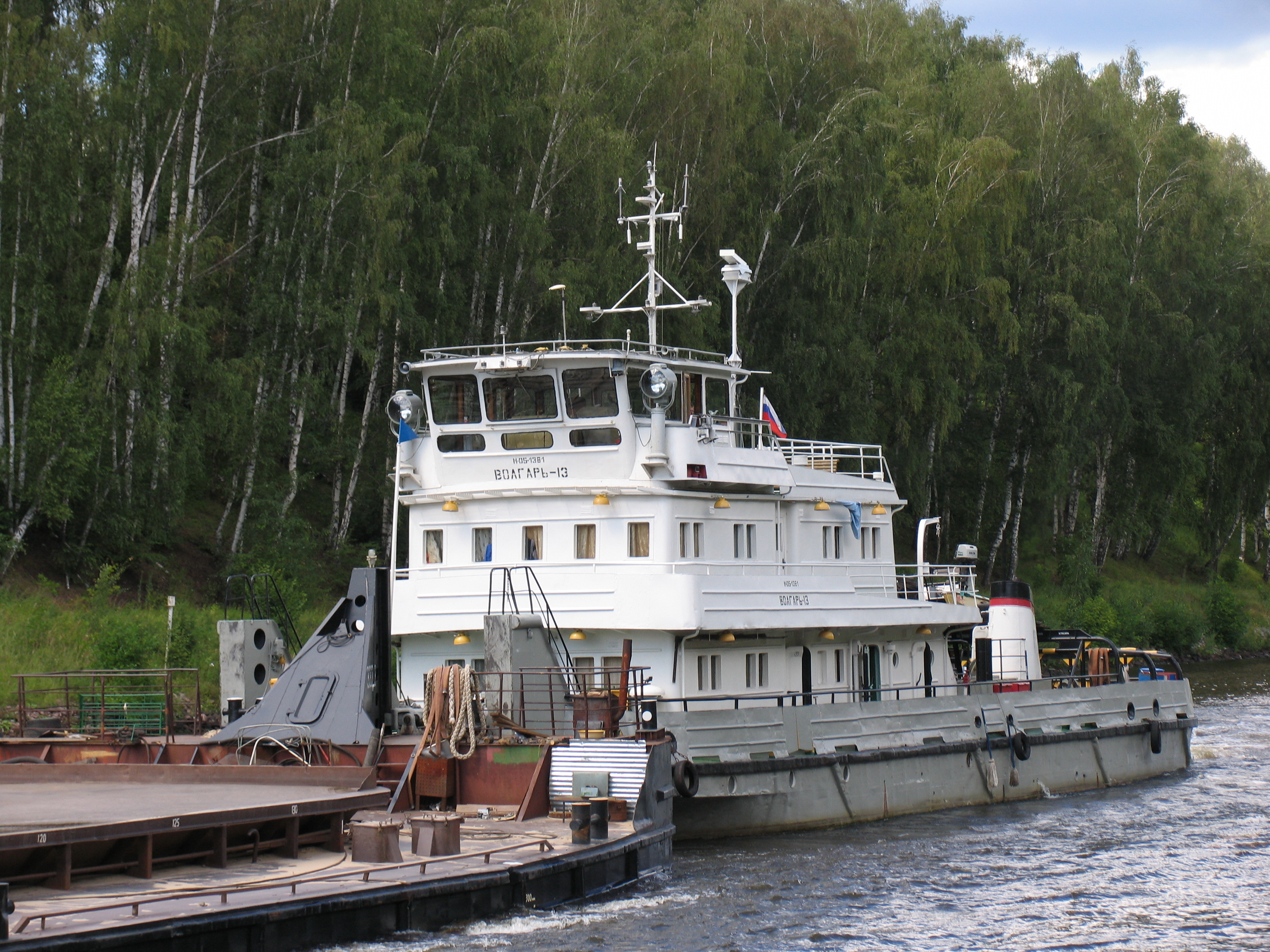
Påskjutande bogserbåt på Moskvakanalen 2012.
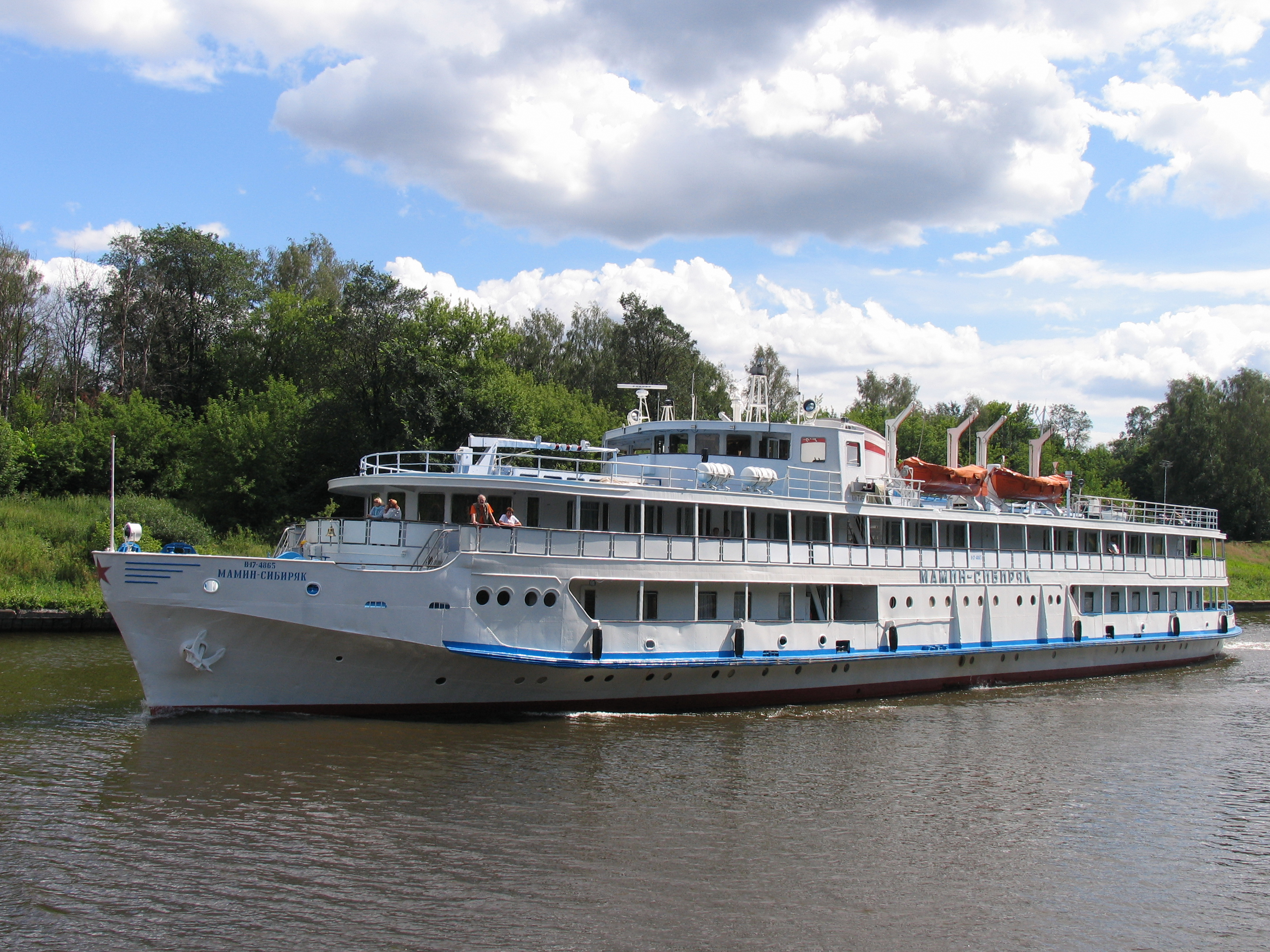
Turistbåt